# Paralelo 11 N
O paralelo 11 N é um paralelo que está 11 graus a norte do plano equatorial da Terra.
Começando no Meridiano de Greenwich na direcção leste, o paralelo 11 N passa sucessivamente por:
| País, território ou mar   | Notas |
| ------------------------- | --- |
| Gana                      | |
| Togo                      | |
| Burquina Fasso            | |
| Benim                     | |
| Nigéria                   | |
| Camarões                  | |
| Chade                     | |
| República Centro-Africana | Extremo norte do país, em cerca de 8 km                                                                             |
| Chade                     | |
| Sudão                     | |
| Sudão do Sul              | |
| Sudão                     | |
| Etiópia                   | |
| Djibuti                   | |
| Etiópia                   | |
| Djibuti                   | |
| Somália                   | Somalilândia |
| Golfo de Aden             | |
| Somália                   | Somalilândia e Puntlândia                                                                                           |
| Oceano Índico             | Mar Arábico · Passa entre as ilhas Bingaram e Amini nas Ilhas Laquedivas, Índia · Mar das Laquedivas                |
| Índia                     | |
| Oceano Índico             | Baía de Bengala · assa entre as ilhas Rutland e Pequena Andamão nas Ilhas Andamão e Nicobar, Índia · Mar de Andamão |
| Myanmar (Birmânia)        | Kau-Ye Kyun nas ilhas Mergui, e continente                                                                          |
| Tailândia                 | |
| Oceano Pacífico           | Golfo da Tailândia                                                                                                  |
| Camboja                   | |
| Vietname                  | Cerca de 10 km |
| Camboja                   | |
| Vietname                  | |
| Mar da China Meridional   | Passa nas disputadas Ilhas Spratly                                                                                  |
| Filipinas                 | Ilha de Palawan |
| Mar de Sulu               | Passa nas ilhas Cuyo, Filipinas                                                                                     |
| Filipinas                 | Ilha Panay |
| Estreito de Guimaras      | |
| Filipinas                 | Negros (extremo norte)                                                                                              |
| Mar das Visayas           | |
| Filipinas                 | Cebu |
| Mar de Camotes            | |
| Filipinas                 | Leyte |
| Oceano Pacífico           | |
| Filipinas                 | Manicani |
| Oceano Pacífico           | |
| Filipinas                 | Calicoan |
| Oceano Pacífico           | Passa a sul dos atóis Ailinginae, Rongelap e Toke, Ilhas Marshall                                                   |
| Costa Rica                | |
| Nicarágua                 | |
| Costa Rica                | |
| Nicarágua                 | |
| Mar das Caraíbas          | |
| Colômbia                  | |
| Mar das Caraíbas          | |
| Colômbia                  | |
| Venezuela                 | |
| Mar das Caraíbas          | Golfo da Venezuela                                                                                                  |
| Venezuela                 | |
| Mar das Caraíbas          | Passa a norte da Ilha La Tortuga, Venezuela                                                                         |
| Venezuela                 | Isla Margarita |
| Mar das Caraíbas          | Passa entre as ilhas Trinidad e Tobago, Trinidad e Tobago                                                           |
| Oceano Atlântico          | Passa a sul do Arquipélago dos Bijagós, Guiné-Bissau                                                                |
| Guiné-Bissau              | |
| Guiné                     | |
| Mali                      | |
| Guiné                     | |
| Mali                      | |
| Burquina Fasso            | |
| Gana                      | Cerca de 8 km |
| Burquina Fasso            | |
| Gana                      | |
| Burquina Fasso            | |
| Gana                      | Cerca de 9 km |
| Burquina Fasso            | |
| Gana                      | Cerca de 2 km |
| Burquina Fasso            | |
| Gana                      | |

## Como fronteira
A fronteira entre Gana e o então Alto Volta Francês foi fixa por tratado entre franceses e britânicos na Conferência de Paris (1898) neste paralelo.